# دالاس (فیلم)
دالاس (انگلیسی: Dallas) فیلمی در ژانر وسترن به کارگردانی استارت هایسلر است که در سال ۱۹۵۰ منتشر شد.

## بازیگران
- گری کوپر
- روت رومن
- استیو کوکران
- باربارا پیتن
- ریموند مسی
- لیف اریکسون
- آنتونیو مورنو
- بایرون کیت
- جروم کوان
- فرد گراهام